# Sojuz 32
Sojuz 32 è la denominazione di una missione della navicella spaziale Sojuz verso la stazione spaziale sovietica Saljut 6 (DOS 5). Si trattò del trentunesimo volo equipaggiato di questa capsula, del cinquantaduesimo volo nell'ambito del programma Sojuz sovietico nonché dell'ottavo volo equipaggiato verso la predetta stazione spaziale (il settimo equipaggiato - a causa dell'insuccesso della Sojuz 25 - che riuscì effettivamente a svolgere la manovra di aggancio con conseguente visita e soggiorno all'interno della stazione stessa). Prima di questa missione era stata lanciata una capsula modello Sojuz T priva di equipaggio, come al solito con una denominazione di camuffaggio della serie Cosmos: la Cosmos 1074.

## Equipaggio

### Equipaggio principale
| Ruolo             | Equipaggio al lancio                            | Equipaggio all'atterraggio |
| ----------------- | ----------------------------------------------- | -------------------------- |
| Comandante        | Vladimir Ljachov, GCTC Saljut 6 EO-3 Primo volo | —                          |
| Ingegnere di volo | Valerij Rjumin, NPOE Saljut 6 EO-3 Secondo volo | —                          |

### Equipaggio di riserva
| Ruolo             | Equipaggio             | Equipaggio             |
| ----------------- | ---------------------- | ---------------------- |
| Comandante        | Leonid Popov, GCTC     | Leonid Popov, GCTC     |
| Ingegnere di volo | Valentin Lebedev, NPOE | Valentin Lebedev, NPOE |

## Missione
Ljachov e Rjumin formarono il terzo equipaggio base della Saljut 6. Per questo motivo la missione a volte viene anche catalogata sotto la denominazione di Saljut 6 EO-3. Durante la loro permanenza a bordo della stazione, la stessa venne visitata dalle tre navicelle di trasporto e da carico Progress 5, 6 e 7 che trasportarono quanto necessario per una permanenza prolungata nell'orbita terrestre. Il 15 agosto i due cosmonauti lasciarono la stazione per svolgere un'attività fuoribordo che durò un'ora e 23 minuti.
Fu programmata pure la visita dell'equipaggio del programma Intercosmos lanciato a bordo della Sojuz 33 il 10 aprile 1979. L'aggancio della capsula comunque non riuscì e dovette essere interrotto a causa del malfunzionamento del congegno propulsore principale della Sojuz 33. Pertanto non fu possibile scambiare, come ormai solito per le missioni del programma Sojuz, le due navicelle spaziali, cioè far rientrare l'equipaggio Intercosmos a bordo della Sojuz 32, mentre per l'equipaggio base sarebbe rimasta disponibile la Sojuz 33. Tale sistema venne adottato per consentire all'equipaggio base una permanenza prolungata a bordo della stazione spaziale. Infatti i velivoli spaziali Sojuz erano dotati di un'autonomia d'energia per circa 90 giorni di volo. Dopo l'insuccesso della manovra d'aggancio fu chiaro che la Sojuz 32 disponeva di riserve d'energia massimamente fino al 26 maggio. I responsabili dell'Unione Sovietica reagirono senza farsi prendere dal panico bensì cambiando semplicemente i piani di volo originari lanciando il 6 giugno la navicella Sojuz 34 priva di equipaggio verso la stazione spaziale. Dopo l'aggancio di questa navicella, riuscito senza incontrare particolar problemi, si attese fino al 13 giugno prima di staccare la "vecchia" Sojuz 32, che rientrò in atmosfera ed atterro nella steppa del Kazakistan priva di equipaggio e senza particolar problemi. Ljachov e Rjumin poterono continuare la loro missione per rientrare il 19 agosto a bordo della predetta Sojuz 34.
L'equipaggio raggiunse un nuovo record di permanenza a bordo di una stazione spaziale, essendo rimasto in orbita per 4.200 ore e 36 minuti (equivalente a 175 giorni e 36 minuti). Per Valerij Rjumin, che si trovava alla sua seconda esperienza nello spazio, la conclusione della missione significò che era diventato il nuovo detentore del record di ore di volo nello spazio, avendo raggiunto (fino allora) 4.249 ore e 22 minuti (equivalente a 177 giorni 1 ora e 22 minuti) di volo. Rjumin infatti ritornerà nello spazio nel 1980 a bordo della Sojuz 35 (navicella di ritorno la Sojuz 37), nonché nel 1998 a bordo dello Space Shuttle statunitense Discovery durante la missione STS-91.

## Ulteriori dati di volo
- Atterraggio equipaggio originale: 19 agosto 1979 a bordo di Sojuz 34 12:30 UTC 120 km a sud-est di  Dzhezkazgan, RSS di Kazakistan
- Durata per l'equipaggio originale: 175 giorni, 0 ore, 36 min
- Orbite terrestri per l'equipaggio originale: 2.755
- Denominazione Astronomica Internazionale: 1979-18

I parametri sopra elencati indicato i dati pubblicati immediatamente dopo il termine della fase di lancio. Le continue variazioni ed i cambi di traiettoria d'orbita sono dovute alle manovre di aggancio. Pertanto eventuali altre indicazioni risultanti da fonti diverse sono probabili ed attendibili in considerazione di quanto descritto.